# Величко, Василий Николаевич
Василий Николаевич Величко (1906, Круглик — 1985, Круглик, Хотинский район, Черновицкая область, УССР) — украинский советский деятель, председатель колхоза «Большевик» Хотинского района Черновицкой области. Депутат Верховного Совета СССР 3-4-го созывов.

## Биография
Родился в крестьянской семье. Служил в Красной Армии, участник Великой Отечественной войны. Член ВКП(б). В 1948—1964 годах — председатель колхоза «Большевик» села Круглик Хотинского района Черновицкой области.
Депутат Совета Союза Верховного Совета СССР 3-го и 4-го созывов от Черновицкой области (1950—1958).

## Награды
- орден Ленина (26.02.1958)
- орден Отечественной войны II ст. (6.04.1985)